# 伊藤盛夫
伊藤 盛夫（いとう もりお、1955年9月 - ）は、日本の防衛官僚。

## 人物
東京都出身。開成高等学校を経て、東京大学法学部卒業。

## 略歴
出典:
1996年 外務省在連合王国日本国大使館参事官
1999年 人事教育局人事第二課長
2000年 情報本部分析部長
2002年 長官官房広報課長
2003年 運用局運用企画課長
2005年 人事教育局人事第一課長
2006年 技術研究本部副本部長
2007年 地方協力局次長
2009年 内閣府大臣官房遺棄化学兵器処理担当室長
2011年 防衛監察本部副監察監
2012年 大臣官房審議官
2013年 経理装備局長
2014年 退官